# Bruce Willis
Walter Bruce Willis (sinh ngày 19 tháng 3 năm 1955) là một cựu diễn viên, nhà sản xuất và ca sĩ người Mỹ. Sự nghiệp điện ảnh của ông bắt đầu trên sân khấu Off-Broadway và sau đó xuất hiện trên màn ảnh nhỏ vào những năm 80, đáng kể nhất với vai David Addson trong Moonlighting (1985-1989) và tiếp tục lên sóng truyền hình và phim ảnh thời gian đó, bao gồm các thể loại hành động, tình cảm, kinh dị,... Ông được biết đến nhiều nhất với vai diễn John McClane trong loạt phim Die Hard.
Các bộ phim của Willis bao gồm The Last Boy Scout (1991), Pulp Fiction (1994), 12 Monkeys (1995), The Fifth Element (1997), The Jackal (1997), Armageddon (1998), Mercury Rising (1998), The Sixth Sense (1999), Sin City (2005), Red (2010), The Expendables 2 (2012), Looper (2012) và vai David Dunn trong Unbreakable (2000), Split (2016) và Glass (2019).
Với vai trò là một ca sĩ, Willis phát hành album đầu tay The Return of Bruno vào năm 1987. Ông tiếp tục phát hành thêm hai album vào năm 1989 và 2001. Ông nhận được nhiều giải thưởng, bao gồm một giải Quả cầu vàng, hai giải Emmy và hai giải People's Choice Awards. Ông nhận được một ngôi sao trên Đại lộ Danh vọng Hollywood năm 2006.
Bruce Willis chính thức giải nghệ làng điện ảnh vào năm 2022 do ông đang mắc hội chứng bất lực ngôn ngữ.

## Tiểu sử
Willis có tên khai sinh là Walter Bruce Willis, sinh ngày 19 tháng 3 năm 1955 tại Tây Đức. Cha ông, David Willis (1929-2009) là một người lính Mỹ. Mẹ ông, Marlene là một người Đức, sinh gần Kassel. Willis là anh cả trong gia đình có bốn người con; ông có một em gái tên Florence và một người em trai tên là David. Em trai Robert của ông qua đời bởi căn bệnh ung thư tuyến tụy vào năm 2001, thọ 42 tuổi.
Sau khi xuất ngũ năm 1957, cha Willis đưa gia đình ông quay trở về Carneys Point Township, New Jersey. Willis miêu tả bản thân xuất thân từ một gia đình tầng lớn lao động thường. Mẹ ông làm việc tại một ngân hàng còn cha ông là một thợ hàn, thợ máy chuyên nghiệp và công nhân nhà máy. Willis theo học tại trường trung học Penns Grove ở quê nhà, nơi ông gặp vài vấn đề với chứng nói lắp, vì thế ông được bạn bè đặt biệt danh là "Buck-Buck". Sau khi thể hiện mình trên sân khấu thuận lợi và mất dần chứng nói lắp, Willis bắt đầu biểu diễn trên sân khấu; những hoạt động ở trường của ông đánh dấu bởi những sự kiện như câu lạc bộ kịch và trở thành chủ tịch hội đồng học sinh.
Sau khi tốt nghiệp trung học, Willis nhận một công việc làm bảo vệ tại Salem Nuclear Power Plant, đồng thời làm công việc giao hàng tại nhà máy Dupont Chambers Works ở Deepwater, New Jersey. Sau khi kết thúc công việc thám tử tư (một vai diễn ông sẽ đóng trong series phim truyền hình Moonlighting và bộ phim năm 1991 The Last Boy Scout), Willis bắt đầu chuyển sang diễn xuất. Ông tham gia vào chương trình kịch tại trường đại học bang Montclair, nơi ông tham gia sản xuất vở kịch Cat on a Hot Tin Roof. Willis rời trường học và chuyển đến thành phố New York, ông bắt đầu với công việc phục vụ rượu tại West 19th Street art bar Kamikaze.

## Sự nghiệp

### Thập niên 1980
Willis rời New York và chuyển đến California để thử vai trong một số chương trình truyền hình. Vào năm 1984, ông xuất hiện trong một tập phim của sê-ri truyền hình Miami Vice, với tiêu đề là "No Exit". Năm 1985, ông đóng vai khách mời trong tập "Shatterday" của sê-ri The Twilight Zone. Ông thử vai David Addison Jr. trong sê-ri Moonlighting (1985-1989), và ông đã vượt qua 3000 diễn viên khác để giành được vai này. Vai diễn đối diện với Cybill Shepherd, đã giúp ông trở thành diễn viên hài với chương trình kéo dài năm mùa. Trong thời gian đó, ông đã giành giải Emmy cho Nam diễn viên sê-ri chính kịch xuất sắc nhất và giải Quả cầu vàng cho Nam diễn viên sê-ri hài - nhạc kịch xuất sắc nhất. Trong lúc các show của ông thành công thì hãng nước uống đã thuê Willis quảng cáo cho sản phẩm Golden Wine của họ. Với chiến dịch quảng cáo ông đã thu được từ 5-7 triệu đô lo chỉ sau 2 năm. Và vì lẽ đó, ông đã không kết thúc hợp đồng với công ty cho đến khi ông quyết định bỏ uống rượu vào năm 1988.
Willis có vai diễn điện ảnh đầu tiên vào năm 1987 trong Blind Date của Blake Edwards, với Kim Basinger và John Larroquette. Edwards cũng cho anh đóng vai trò vai diễn của một tên cao bồi thật thụ Tom Mix trong bộ phim Sunset năm 1988. Ngoài ra, nằm ngoài mong đợi ông lại được diễn xuất trong Die Hard (1988) trong vai John McClane, và chính là bộ phim đã làm nên tên tuổi ông, khiến Bruce Willis trở thành một ngôi sao trong làng điện ảnh. Ông đã thể hiện được những kĩ năng cá nhân cũng như những pha hành động kiểu 1 tay 1 súng trong bộ phim này, và sau đó bộ phim đã thu về danh thu 138,708,852 đô la trên toàn cầu. Nối tiếp thành công với vai diễn McClane trong DieHard, ông cũng tham gia một vai phụ trong bộ phim In Country với vai 1 cựu lính Mỹ từng chiến đấu tại Việt Nam tên là Emmett Smith và cũng tham gia lồng tiếng cho bộ phim Look Who’s Talking, và tiếp tục sau đó là Look Who’s Talking Too.
Vào cuối những năm 80, Willis bắt đầu tận hưởng niềm niềm đam mê và đạt được thành công trong lĩnh vực ca sĩ, với album nhạc pop-blues với tiêu đề "The Return of Bruno", trong đó bao gồm ca khúc hit "Respect Yourself" hợp tác với The Pointer Sisters. Và sau đó ông cho ra sản phẩm thứ 2 đó là ca khúc Under The Boardwalk, sản phẩm đã đứng vị trí thứ 2 trong UK Top 40, đạt được thành công nhỏ trong làng giải trí Mỹ. Willis trở lại với việc phòng thu những năm sau đó.

### Thập niên 1990
Willis giành được thành công lớn trong sự nghiệp cá nhân của mình bao gồm vai diễn John McClane trong Die Hard. Bộ phim được tiếp nối sau đó với Die Hard 2: Die Harder (1990) và Die Hard with a Vengeance (1995). Tổng danh thu toàn cầu của ba phim đầu tiên trong sê-ri Die Hard vượt qua 700 triệu đô và đưa Willis thành ngôi sao hành động hàng đầu Hollywood.
Đầu những năm 90, sự nghiệp Willis có phần kém phát triển hơn và không đạt thành công như mong đợi, ví dụ như The Bonfire of the Vanitles, ông giành lại thành công với Striking Distance, nhưng lại thất bại với Color of Night năm 1994. Sự thất bại doanh thu phòng vé của phim khiến nó không nhận được sự đánh giá cao của giới phê bình nhưng đã đạt được thứ hạng cao trong hội chợ video gia đình và trở thành một trong 20 phim được thuê nhiều nhất tại Hoa Kỳ năm 1995.
Năm 1994, ông nhận vai phụ Butch Coolidge trong bộ phim Pulp Fiction của Quentin Tarantino, đưa ông thành công trở lại với nghiệp diễn xuất. Vào năm 1996, ông là nhà điều hành sản xuất và đóng trong phim hoạt hình Bruno the Kid mang nét CGI hình tượng của chính ông. Ông chuyển sang đóng vai chính trong các bộ phim 12 con khỉ (1995) và The Fifth Element (1997). Tuy nhiên, vào cuối những năm 90, sự nghiệm của ông lại xuống dốc với những lời chỉ trích phê bình trầm trọng, điển hỉnh là các bộ phim như The Jackal, Mercury Rising và Breakfast of Champions, thành công của ông chỉ được cứu vãn bởi bộ phim Armegeddon do Michael Bay đạo diễn - bộ phim có doanh thu toàn cầu cao nhất năm 1998. Cũng cùng trong một năm giọng nói và hình tượng của ông được đề cao trong video game PlayStation Apocalypse. Và năm 1990, Willis đảm nhận vai diễn trong bộ Giác quan thứ sáu do M. Night Shyamalan sản xuất. Trong phim, mặc dù là người thuận tay trái, nhưng ông phải học cách viết bằng tay phải để khán giả không để ý chiếc nhẫn cưới của nhân vật ông đóng đã mất. Phim vừa nhận được sự thành công trong giới phê bình cũng như doanh thu, và đã khiến người xem càng ngày càng thích thú với diễn xuất của ông.

### Thập niên 2000

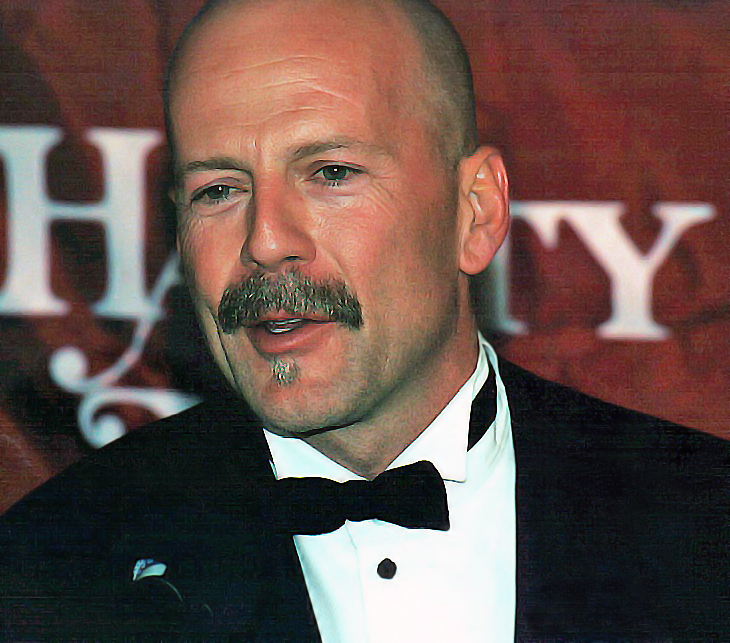
Willis tại một lễ trao giải năm 2002.

Vào năm 2000, Willis thắng giải Emmy cho nam diễn viên khách mời trong sê-ri hài xuất sắc nhất nhờ vai diễn trong loạt phim hài kịch tình huống Những người bạn (trong phim ông thủ vai cha của bạn gái Ross Geller). Năm 2001, ông cũng được đề cử vào diễn viên phụ nam diễn xuất hài hước nhất tại American Comedy Award với hạng mục Nam diễn viên khách mời vui tính nhất cũng trong phim truyền hình Những người bạn. Cũng trong năm 2000, Willis thủ vai Jimmy "The Tulip" Tudeski trong The Whole Nine Yards cùng với Matthew Perry. Willis ban đầu được chọn thủ vai Terry Benedict trong Ocean’s Eleven (2001) nhưng ông đã từ chối vì bận thu âm album mới của mình. Trong Ocean’s Twelve (2004), ông có một vai khách mời cho vai chính ông. Vào 2007, ông xuất hiện trong bộ phim Planet Terror và bên cạnh đó ông còn tham gia vào Grindhouse với nhân vật phản diện, một tên lính biến thái. Nó cũng đã đưa ông đến với lần cộng tác thứ 2 giữa ông và đạo diễn Robert Rodriguez trong Thành phố tội ác.

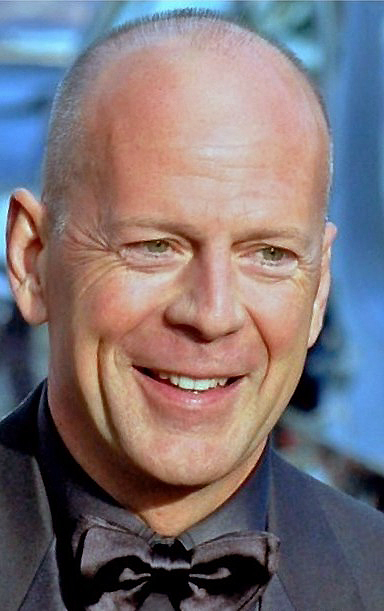
Willis tại Liên hoan phim Cannes 2006.

Willis xuất hiện trên Late Show with David Letterman trong một vài lần ngoài công việc diễn xuất của mình. Ông thế chỗ David Letterman trong show của ông ấy vào ngày 26 tháng 2 năm 2003, khi ông đảm nhận vai trò là khách mời. Trong nhiều lần xuất hiện của ông trong các show, Willis luôn trao chút vẻ bề ngoài hài hước đối với khán giả, ví dụ như ông đã mặc bộ đồ màu cam chói lóa để tỏ lòng trân trọng đối với khán giả Central Park, với một bên của khuôn mặt được hóa trang như trúng đạn sau cú bắn của Harry Whittington, trong cố gắng phá kỉ lục (nhái lại David Blaine) ở dưới mặt nước trong 20 phút.
Ngày 12 tháng 4 năm 2007, ông lại xuất hiện, lúc này thì đội bộ tóc giả của Sanjaya Malakar. Thời gian biến mất gần đây nhất của ông là vào ngày 25 tháng 6 năm 2007, khi quay trở lại thì ông đã xuất hiện trong một chiếc khăn nhỏ quấn nửa đầu để phụ họa hài hước cho bộ phim tài liệu hư cấu của ông mang tên An Unappealing Hunch (một sự nhái hàng của An Inconvenient Truth). Willis cũng từng đóng quảng cáo truyền hình cho Subaru Legacy của Nhật.
Willis đã xuất hiện trong bốn bộ phim với Samuel L. Jackson (Loaded Weapon 1 của National Lampoon, Pulp Fiction, Die Hard with a Vengeance và Unbreakable) và cả hai diễn viên dự kiến sẽ đóng chung trong Black Walter Transmit, trước khi giải tán. Willis cũng từng tham gia trong phim Hostage cùng con gái Rumer Willis, vào năm 2005. Vào năm 2007, ông xuất hiện trong
bộ giật gân Người lạ hoàn hảo, đối diện với Halle Berry, và trong bộ phim Alpha Dog, lại đối diện với Sharon Stone, và đánh dấu sự trở lại của ông với vai diễn John McClane trong Live Free or Die Hard. Và sau đó, ông xuất hiện trong What Just Happened và Surrogates, dựa theo cuốn truyện hài cùng tên.
Willis đã được dự kiến thủ vai một đại tướng Mỹ William R. Peers trong tác phẩm Pinkville của đạo diễn Oliver Stone, một bộ phim nói về vụ thảm sát Mỹ Lai năm 1968. Tuy nhiên, bởi vị cuộc xung đột trong giới biên kịch Mỹ năm 2007, bộ phim đã bị đình công. Willis xuất hiện trong Blues Traveler năm 2008 album North Hollywood Shootout, mang đến một màng độc diễn với bản "Free Willis (tưởng nhớ người chú Bob). Vào đầu năm 2009, ông xuất hiện trong chiến dịch quảng cáo cho việc đổi tên công ty bảo hiểm Norwich Union thành Aviva.

### Thập niên 2010
Willis đóng chung với Tracy Morgan trong bộ phim hài Cop Out do Kevin Smith đạo diễn, nói về hai cảnh sát cũng là thám tử điều tra về tội phạm đánh cắp thẻ bóng chày. Bộ phim được công chiếu vào tháng 2 năm 2010. Và Willis cũng xuất hiện trở lại trong video ca nhạc mang tên "Stylo" của Gorillaz. Cũng vào năm 2010, ông cũng xuất hiện trong một vai khách mời cùng với những người đồng sở hữu Planet Hollywood cũ và các ngôi sao hành động những năm 80 như Sylvester Stallon và Arnold Schwarzenegger trong phim Biệt đội đánh thuê. Willis thủ vai Church, một người hói đầu. Đây cũng là lần đầu tiên những ngôi sao hành động tên tuổi cùng xuất hiện trong một tác phẩm. Mặc dù cảnh quay vô cùng ngắn, nhưng cũng rất dễ để đoán được ngay các cảnh trong phim. Bộ ba phim được lấy cảnh tại một ngôi chùa bỏ hoang vào ngày 24 tháng 10 năm 2009. Willis đóng vai Frank Moses trong bộ phim RED, dựa theo cuốn truyện tranh mini sê-ri cùng tên. Bộ phim được công chiếu vào ngày 15 tháng 10 năm 2010.

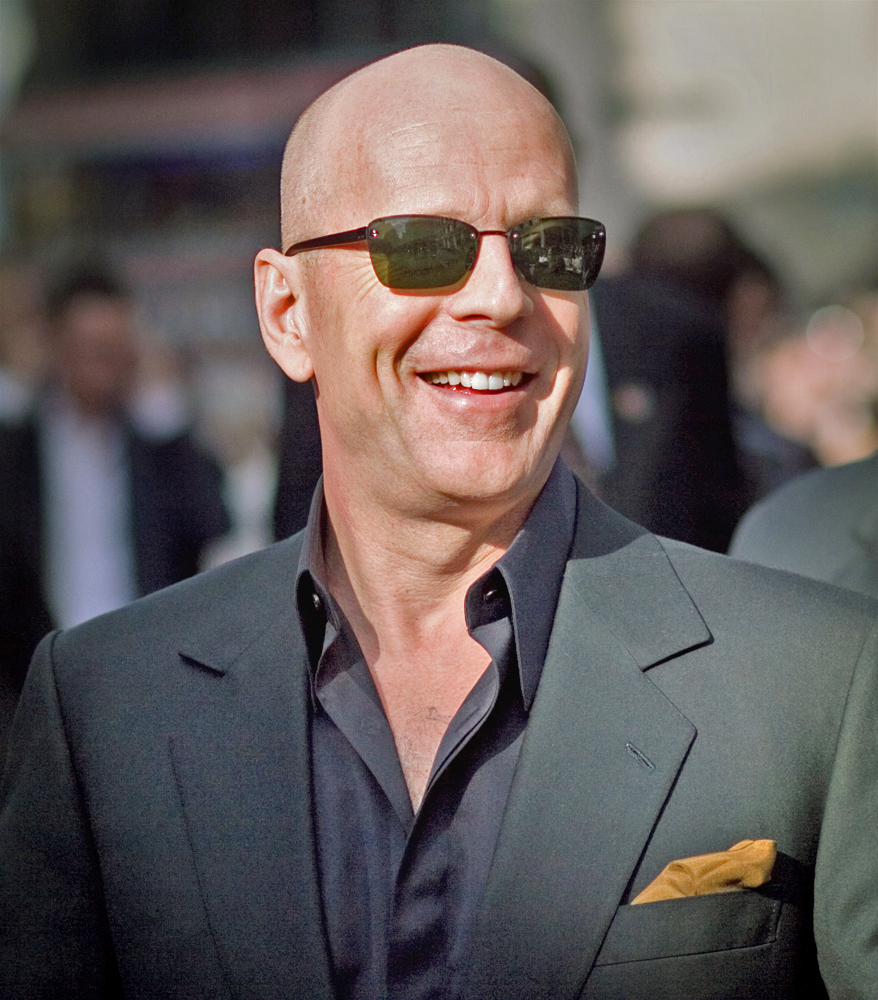
Willis tại lễ công chiếu phim Live Free or Die Hard vào tháng 6 năm 2007.

Willis đóng chung với Bill Murray, Edward Norton và Frances McDormand trong bộ phim Moonrise Kingdom (2012). Bộ phim lấy bối cảnh tại Rhode Island dưới sự đạo diễn của Wes Anderson vào năm 2011. Willis trở lại với The Expendables 2 (2012). Ông xuất hiện chung với Joseph Gordon-Levitt trong bộ phim hành động khoa học viễn tưởng mang tên Sát thủ xuyên không (2012), thủ vai Gordon-Levitt lúc già, Joe.
Willis hợp tác cùng 50 Cent trong bộ phim do David Barrett đạo diễn mang tên Fire with Fire, đối diện với Josh Duhamel và Rosario Dawson, nói về một người lính cứu hỏa liều mình giải cứu người tình của anh ấy. Willis cũng tham gia vào Vince Vaughn và Catherine Zeta-Jones trong Lay the Favorite, đạo diễn bởi Stephen Frears, nói về một nhân viên phục vũ cóoc-tai trở thành 1 tay cờ bạc chuyên nghiệp. Hai bộ phim được phát hành bởi Lionsgate Entertainment.
Và sau đó, Willis lại trở lại với vai diễn để đời của mình là McClane trong phần năm của bộ phim mang tên A Good Day to Die Hard, được công chiếu vào ngày 14 tháng 2 năm 2013. Trong đoạn phỏng vấn, Willis có nói "Có một dấu ấn vô cùng lớn trong tim tôi đối với Die Hard… đó là khởi đầu của mọi vai diễn cùng hình ảnh trong suốt hơn 25 năm qua và vẫn trở lại với hình ảnh có chút hài hước bên trong. Nó đặc ra một thử thách rất nặng đối với tôi khi phải thực hiện lại một bộ phim và hoàn thành nó bằng chính hình ảnh của tôi, hình ảnh
trong Die Hard bao nhiêu năm qua. Tôi đã luôn cố thực hiện nó một hàng giờ.
Hình ảnh nhân vật Lex Luthor trong bộ phim Injustice: Gods Among Us được thực hiện bởi Mark Rolston với hình tượng nhân vật dựa theo vai diễn của Willis trong Die Hard. Vào ngàu 12 tháng 10 năm 2013, Willis tổ chức Saturday Night Live với Katty Live trong vai trò khách mời.

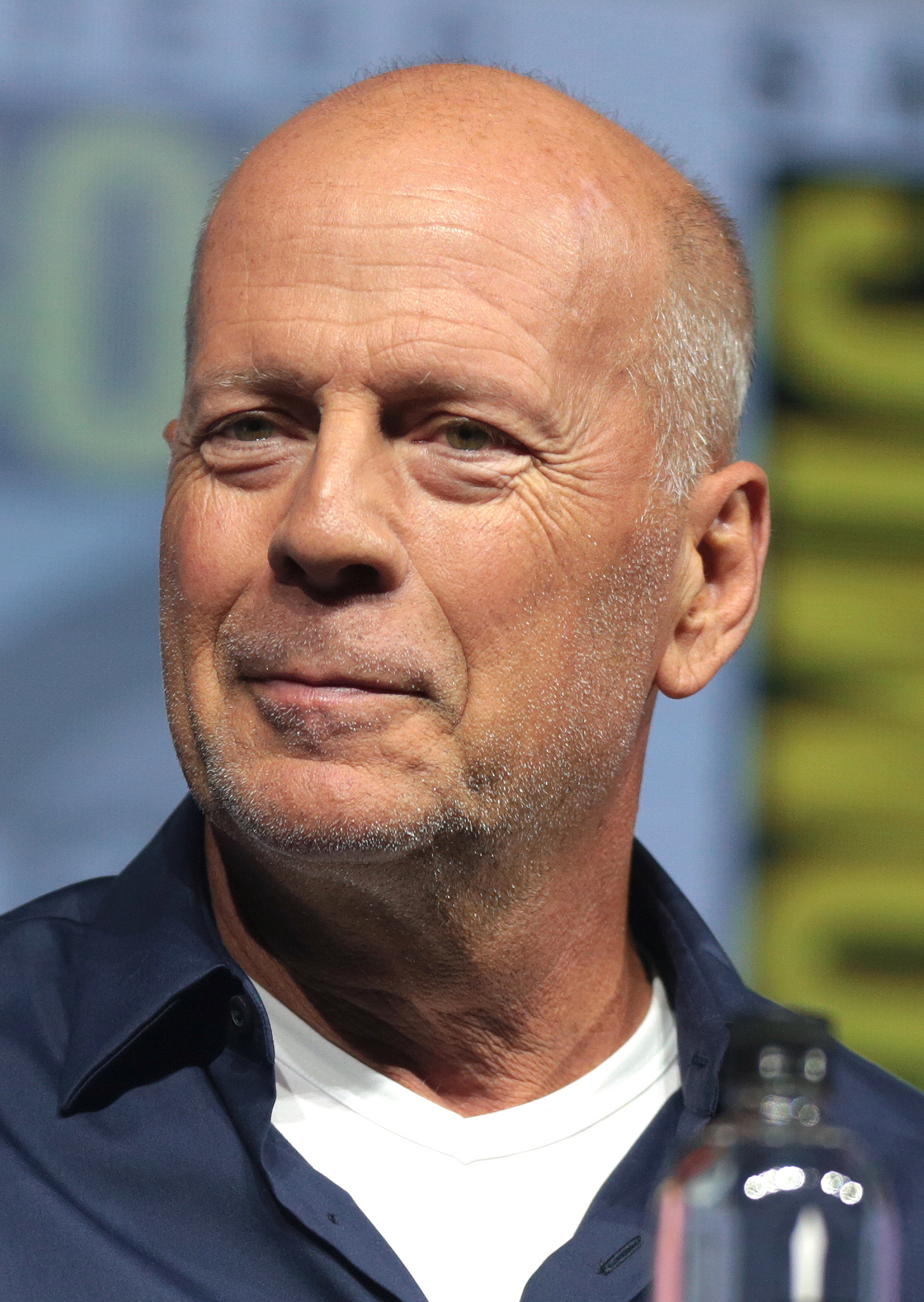
Bruce Willis tại San Diego Comic-Con 2018.

Willis thủ vai chính trong bộ phim chuyển thể từ trò chơi điện tử Kane & Lynch: Dead Men.
Năm 2015, Willis xuất hiện lần đầu trên sân khấu Broadway trong bộ phim chuyển thể từ tiểu thuyết Misery của Stephen Gold cùng với Laurie Metcalf tại Nhà hát Broadhurst.
Những bộ phim có sự xuất hiện của Willis đã thu về từ 2,64 tỷ đô la đến 3,05 tỷ đô la tại các phòng vé Bắc Mỹ, giúp ông trở thành diễn viên có doanh thu cao thứ tám trong một vai chính và cao thứ 12 bao gồm cả vai phụ. Ông là người hai lần chiến thắng tại giải Emmy, hai lần giành giải Quả cầu vàng và đề cử giải Sao Thổ bốn lần.

## Hoạt động kinh doanh
Đời sống kinh doanh Willis có tài sản tại Los Angeles và tại Penns Grove, New Jersey, cho thuê những căn hộ ở Trump Tower, Trump Place và cả ở New York, có một căn nhà ở Malibu, California, trại chăn nuôi ở Montana, một căn hộ bãi biển tại
Parrot Cay ở Turks và Caicos, và sở hữu nhiều tài sản khác tại Sun Valley, Idaho.
Trong năm 2000, Willis và cộng sự làm ăn của ông là Arnold Rifkon, bắt đầu công ty sản xuất điện ảnh gọi là Cheyenne Enterprises. Ông cũng có kinh nhỏ nhỏ tại Hailey, Idaho, bao gồm quá bar The Mint và rạp chiếu The Liberty và cũng là một trong những nhà sáng lập Planet Hollywood, với các diễn viên như Arnold Schwarzenegger và Sylvester Stallone. Vào năm 2009, Willis ký hợp
đồng và trở thành đại diện cho nhãn hàng Belvedere SA’s Sobieski Vodka với thỏa thuận sở hữu 3,3% cổ phần trong công ty.

## Đời sống cá nhân

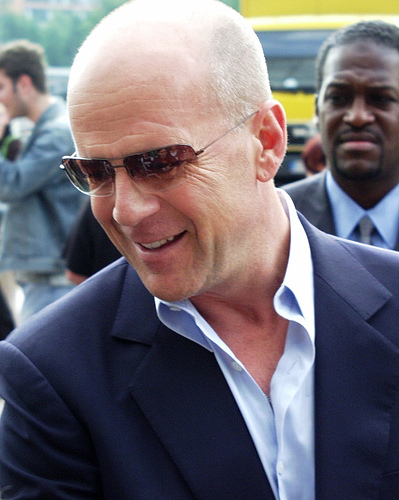
Willis tại buổi lễ ra mắt phim Over the Hedge tại Đức ngày 28 tháng 6 năm 2006.

Những hình mẫu diễn xuất của Willis là Gary Cooper, Robert De Niro, Steve McQueen và John Wayne. Willis là người thuận tay trái.

### Mối quan hệ và con cái
Tại buổi lễ ra mắt bộ phim Stakeout, Willis đã gặp nữ diễn viên Demi Moore. Họ kết hôn vào ngày 21 tháng 11 năm 1987 và có ba người con gái: Rumer Willis (sinh ngày 16 tháng 8 năm 1994), Scout LaRue (sinh ngày 20 tháng 7 năm 1991) và Tallulah Belle Willis (sinh ngày 3 tháng 2 năm 1994) Họ tuyên bố ly thân vào ngày 24 tháng 6 năm 1998, trước khi vợ chồng ông ly hôn vào ngày 18 tháng 10 năm 2000. Ông cho biết diễn viên Will Smith đã giúp ông vượt qua khó khăn. Cặp đôi không công khai lý do chia tay. Đối với vấn đề này, Willes phát biểu "Tôi cảm thấy mình không đủ sức để trở thành một người chồng, người cha xứng đáng với gia đình". Sau khi chia tay, tin đồn vẫn còn dai dẳng đã khiến cặp đôi có ý định quay trở lại, cho đến khi Demi Moore kết hôn với Ashton Kutcher. Willis vẫn giữ quan hệ thân thiết với cặp đôi Moore và Kutcher, thậm chí còn đến dự cả lễ cưới của họ.
Willis đính hôn với nữ diễn viên Booke Burns cho đến khi kết thúc vào năm 2004 sau 10 tháng chung sống. Ông đã cưới người mẫu Emma Heming tại Turks và Caisos và ngày 21 tháng 3 năm 2009; khác mời có cả ba người con gái của ông, Demi Moore và Ashton Kutcher. Họ kết hôn mà không có sự ràng buộc bởi pháp luật, về thế nên lễ cưới được tổ chức trở lại một cách bình thường tại Beverly Hills 6 ngày sau đó. Cặp đôi có với nhau hai con gái: Mabel Ray Willis (sinh ngày 1 tháng 4 năm 2012) và Evelyn Peen Willis (sinh ngày 5 tháng 5 năm 2014).

### Quan điểm tôn giáo
Willis theo đạo Tin lành Lutheran (tên chính xác là Lutheran Church-Missouri Synod), nhưng không theo được lâu. Trong lần phỏng vấn với tạp chí George tháng 7 năm 1998, ông có phát biểu: "Có một điểm chung trong sự hiện hữu của tôn giáo, theo tôi quan niệm, đó chính là các hình thức khác nhau của cái chết... Chúng rất quan trọng khi chúng ta không hề hiểu tại sao mặt trời lại chuyển động, tại sao thời tiết lại thay đổi, tại sao lại có bão và núi lửa lại phun trào… Tôn giáo trong thời kì hiện đại là sự chấm hết của những quan niệm cổ hủ, xa xưa. Nhưng lại có thể đưa ra lời giải thích cho Kinh thánh một cách hoàn toàn hợp lý. Thật đúng là vậy! Tôi lựa chọn không tin vào gì cả, như bạ cũng đã biết đó chính là những gì tạo nên một nước Mỹ dễ chịu.

### Quan điểm chính trị
Vào năm 1988, ông và vợ ông là Demi Moore mở chiến dịch vận động tranh cử cho thống đốc bang Massachusetts là Micheal Dukakis vào chức vụ tổng thống. Bốn năm sau, ông ủng hộ cho tổng thống George H. W. Bush và ông là một nhà phê bình thẳng thắng Bill Clinton. Ngoài ra, vào năm 1996, ông đồng tình với Clinton đảng cộng hòa đồi đầu với Bob Dole, bởi vì lý do Dole đã lên tiếng chỉ trích bộ phim do Demi Moore thủ vai mang tên Striptease. Willis được mời tham gia cuộc nói trò chuyện chính trị đảng Cộng hòa năm 2000, và mở chiến dịch ủng hộ Gerge W. Bush năm đó. Ông không hề có sự đóng góp hay ý kiến tán đồng nào trong cuộc vận động tranh cử tổng thống năm 2008. Trong vài cuộc phỏng vấn vào tháng 6 năm 2006, ông nói Hoa Kỳ nên có hành động can thiệp mạnh hơn đối với Colombia, để kết thúc tình trạng buôn bán hàng cấm, thuốc lậu. Trong vài cuộc phỏng vấn, ông nói sẽ tài trợ nhiều khoản tiền tài trợ lớn vào giáo dục cũng như văn phòng cảnh sát. Ông còn nói là rất thật vọng đối với chính sách chăm sóc ưu đãi người Mỹ bản địa của chính phủ Hoa Kỳ. Willis cũng có phát biểu rằng ông ủng hộ cho việc sử dụng súng theo pháp luật, "mọi người sinh ra đều có đôi tay của mình, nếu ai cướp súng khỏi người chủ sở hữu hợp pháp của nó, thì người có súng trong tay chính là kẻ xấu".
Vào tháng 2 năm 2006, Willis có xuất hiện tại Manhattan và trao đổi về bộ phim 16 Blocks với phóng viên. Một phóng viên đã cố hỏi ông về quan điểm của mình đối với chủ phủ hiện thời, nhưng đã bị ông ngắt lời bằng một cay xen ngang: "Tôi đã phát mệt với những câu hỏi vớ vẩn đại loại như thế này rồi. Tôi là một người ủng hộ đảng Cộng hòa, trong chừng mực nào đó tôi muốn một chính phủ nhỏ hơn, tôi muốn có ít sự can thiệp của chính phủ hơn. Tôi muốn họ thôi nhúng tay vào tiên bạc tài sản của mình và các bạn và khoảng thuế mà chúng ta phải trả là 50%...mỗi năm. Tôi muốn họ phải có trách nhiệm về tài chính và đưa tất cả những phần tử vận động hành lang khốn kiếp này ra khỏi Washington. Hãy làm như thế và tôi sẽ nói tôi là người ủng hộ đảng Cộng hòa… Tôi căm ghét chính phủ, OK? Tôi là người phi chính trị. Viết những điều đó ra. Tôi không phải là người đảng Cộng hòa.
Danh tánh Willis được đề cập trên phần quảng cáo của tờ Los Angeles Times vào ngày 17 tháng 8 năm 2006, nó đã lên án Hamas và Hezbollah và ủng hộ Israel trong cuộc chiến Israel-Liban năm 2006.

## Sở thích quân đội
Qua sự nghiệp điện ảnh của mình, Willis đã phần nào khắc họa nên chân dung của những người lính trong các bộ phim, ví dụ như The Siege, Hart’s War, Tear of the Sun, Grindhouse và G. I. Goe: Retaliation. Lớn lên trong
một gia đình có truyền thống quân đội, Willis công khai bán bánh qui Girl Scout cho lực lượng quân đội Hoa Kỳ. Vào năm 2002, người con gái thứ hai của Willis, Tallulah, đã đề nghị ông cung cấp bánh qui Girl Scout cho lính. Willis đã cung cấp 12 ngàn hộp bánh qui, và nó đã được phân phát cho lính thủy USS John F. Kennedy và một số trạm lính khác ở khắp khu vực Trung Đông thời gian đó.
Vào năm 2003, Willis đến thăm Iraq trong tour USO, hát và trình diễn cho quân lính cùng ban nhạc của ông là The Accelerators. Willis nhìn nhận rằng tham gia vào quân đội sẽ giúp trong việc chiến đấu ở chiến tranh Iraq thứ 2, nhưng độ tuổi của ông không còn cho phép nữa. Người ta tin rằng ông đã hiến 1 triệu đô la tài trợ cho những người không trực tiếp tác chiến, những người ra khỏi những tổ chức khủng bố như Osama bin Laden, Ayman al-Zawahiri hay Abu Musad al-Zarqawi; vào tháng 6 năm 2007 kết quả đưa ra của Vanity Fair (dịch tạm là HỘI CHỢ PHÙ HOA), tuy nhiên, ông đã làm sáng tỏ sự việc và cho nó chưa hoàn toàn đúng. Willis cũng đã phê bình, chỉ trích giới truyền thông về những thông tin cũng như những thống kê sai lệch về chiến tranh, sự thật về chiến tranh đã bị bóp nén quá nhiều.
"Tôi đi đến Iraq bởi về những gì tôi thấy ở đó khi thành phần chính trong quân lính toàn là trẻ em-những người tình nguyện ở Iraq; những người có quyền lực thì lại quay lưng đi, những sự giúp đỡ về y tế, về nước cũng quay lưng đi và bạn hoàn toàn không hề nghe gì về những thông tin đó. Tất cả những gì bạn nghe được chỉ là "Một con số X nào đó của những người vừa bị giết hôm nay", tôi nghĩ đó là một tác hại to lớn, cứ như là chúng ta đang ngầm quên đi và không để ý gì đến những thế hệ trẻ em và phụ nữ đang chiến đấu ngoài kia để giúp đỡ cho đất nước này."
Willis phát biểu vào năm 2005, ông muốn "làm nên một tác phẩm điện ảnh về chiến trạnh thật sự vĩ đại nói về những người lính Mỹ đang biểu trưng cho sức mạnh chiến đấu bảo vệ tự do và nền dân chủ. Bộ phim nhận được sự theo dõi của những thành viên trong Deuce Four, the 1st Battanlion, 24th Infantry, những người có vai trò to lớn trong Mosul và luôn được nhận những huy chương quý báu về nó. Bộ phim đựa dựa trên câu chuyện được viết bởi blogger Michael Yon, một người lính đặc nhiệm Mỹ, người đã gửi về những thông tin thật sự về tình hình xảy ra tại Deuce Four. Willis mô tả cốt truyện của bộ phim như sau "Đây là những con người mà những gì họ làm chính là để đòi hỏi về số tiền rất nhỏ trong khi bảo vệ và chiến đấu cho cái mà họ coi là TỰ DO"

## Danh sách phim

### Điện ảnh
| Năm  | Tên phim                                 | Vai diễn                               | Ghi chú |
| ---- | ---------------------------------------- | -------------------------------------- | --- |
| 1980 | The First Deadly Sin                     | Man Entering Diner                     | Không được ghi danh |
| 1982 | The Verdict                              |                                        | Không được ghi danh |
| 1987 | Blind Date                               | Walter Davis                           | |
| 1988 | Sunset                                   | Tom Mix                                | Đồng sản xuất |
| 1988 | Die Hard                                 | John McClane                           | |
| 1989 | In Country                               | Emmett Smith                           | Đề cử – Giải Quả cầu vàng cho nam diễn viên điện ảnh phụ xuất sắc nhất |
| 1989 | Look Who's Talking                       | Mikey (lồng tiếng)                     | |
| 1989 | That's Adequate                          | Himself                                | Mockumentary |
| 1990 | Die Hard 2                               | John McClane                           | |
| 1990 | Look Who's Talking Too                   | Mikey (lồng tiếng)                     | |
| 1990 | The Bonfire of the Vanities              | Peter Fallow                           | |
| 1991 | Mortal Thoughts                          | James Urbanski                         | |
| 1991 | Hudson Hawk                              | Eddie "Hudson Hawk" Hawkins            | Đồng biên kịch Giải Mâm xôi vàng cho Kịch bản tồi nhất Đề cử – Giải Mâm xôi vàng cho diễn viên nam chính tồi nhất |
| 1991 | Billy Bathgate                           | Bo Weinberg                            | |
| 1991 | The Last Boy Scout                       | Joseph Cornelius "Joe" Hallenbeck      | Đề cử – MTV Movie Award for Best On-Screen Duo (shared with Damon Wayans) |
| 1992 | The Player                               | Chính anh                              | Khách mời |
| 1992 | Death Becomes Her                        | Dr. Ernest Menville                    | Đề cử – Giải Phim hài Mỹ cho nam diễn viên chính điện ảnh xuất sắc nhất Đề cử – Giải Sao Thổ cho nam diễn viên chính xuất sắc nhất |
| 1993 | Loaded Weapon 1                          | John McClane                           | Uncredited cameo |
| 1993 | Striking Distance                        | Tom "Tommy" Hardy                      | |
| 1994 | Color of Night                           | Dr. Bill Capa                          | Stinkers Bad Movie Award for Worst Actor Đề cử – Giải Mâm xôi vàng cho diễn viên nam chính tồi nhất |
| 1994 | North                                    | Narrator                               | Stinkers Bad Movie Award cho nam diễn viên tệ nhất Đề cử – Giải Mâm xôi vàng cho diễn viên nam chính tồi nhất |
| 1994 | Pulp Fiction                             | Butch Coolidge                         | Đề cử – Giải Chlotrudis cho nam diễn viên phụ xuất sắc nhất |
| 1994 | Nobody's Fool                            | Carl Roebuck                           | Đề cử – Giải Chlotrudis cho nam diễn viên phụ xuất sắc nhất |
| 1995 | Die Hard with a Vengeance                | John McClane                           | |
| 1995 | Four Rooms                               | Leo                                    | Uncredited Segment: "The Man from Hollywood" |
| 1995 | 12 con khỉ                               | James Cole                             | Đề cử – Giải Sao Thổ cho nam diễn viên chính xuất sắc nhất |
| 1996 | Last Man Standing                        | John Smith                             | |
| 1996 | Beavis and Butt-Head Do America          | Muddy Grimes (voice)                   | |
| 1997 | The Fifth Element                        | Korben Dallas                          | Đề cử – Online Film & Television Association Award cho nam diễn viên phim khoa học viễn tưởng/hành động/kinh dị xuất sắc nhất |
| 1997 | The Jackal                               | The Jackal                             | Đề cử – Blockbuster Entertainment Award for Favorite Actor - Suspense |
| 1998 | Mercury Rising                           | Art Jeffries                           | Golden Raspberry Award for Worst Actor |
| 1998 | Armageddon                               | Harry S. Stamper                       | Blockbuster Entertainment Award for Favorite Actor – Sci-Fi Golden Raspberry Award for Worst Actor Đề cử – Giải Sao Thổ cho nam diễn viên chính xuất sắc nhất |
| 1998 | The Siege                                | Major General William Devereaux        | Blockbuster Entertainment Award for Favorite Supporting Actor – Suspense Golden Raspberry Award for Worst Actor |
| 1999 | Breakfast of Champions                   | Dwayne Hoover                          | |
| 1999 | Franky Goes to Hollywood                 | Himself                                | Short film |
| 1999 | The Sixth Sense                          | Dr. Malcolm Crowe                      | Blockbuster Entertainment Award for Favorite Actor - Suspense People's Choice Award for Favorite Motion Picture Star in a Drama Đề cử – MTV Movie Award for Best Male Performance Đề cử – MTV Movie Award for Best On-Screen Duo (chia sẻ với Haley Joel Osment) Đề cử – Giải Sao Thổ cho nam diễn viên chính xuất sắc nhất |
| 1999 | The Story of Us                          | Ben Jordan                             | |
| 2000 | The Whole Nine Yards                     | James Stefan "Jimmy the Tulip" Tudeski | |
| 2000 | Disney's The Kid                         | Russell Morley "Russ" Duritz           | |
| 2000 | Unbreakable                              | David Dunn                             | Đề cử – Blockbuster Entertainment Award for Favorite Actor – Suspense |
| 2001 | Bandits                                  | Joe Blake                              | |
| 2002 | Hart's War                               | Col. William A. McNamara               | |
| 2002 | True West                                | Lee                                    | Filmed Stage Play |
| 2002 | The Crocodile Hunter: Collision Course   |                                        | Nhà sản xuất |
| 2002 | Grand Champion                           | Mr. Blandford                          | |
| 2003 | Tears of the Sun                         | Lieutenant A.K. Waters                 | |
| 2003 | Rugrats Go Wild                          | Spike (voice)                          | Đề cử – Kids' Choice Award for Voice from an Animated Movie |
| 2003 | Charlie's Angels: Full Throttle          | William Rose Bailey                    | Uncredited |
| 2004 | The Whole Ten Yards                      | James Stefan "Jimmy the Tulip" Tudeski | |
| 2004 | Ocean's Twelve                           | Himself                                | Cameo |
| 2005 | Hostage                                  | Jeff Talley                            | Also producer |
| 2005 | Sin City                                 | John Hartigan                          | Đề cử – Broadcast Film Critics Association Award for Best Cast Đề cử – Gold Derby Film Award for Best Ensemble Cast |
| 2006 | Alpha Dog                                | Sonny Truelove                         | |
| 2006 | 16 Blocks                                | Jack Mosley                            | Also producer |
| 2006 | Fast Food Nation                         | Harry Rydell                           | |
| 2006 | Lucky Number Slevin                      | Mr. Goodkat                            | |
| 2006 | The Hip Hop Project                      | Himself                                | Documentary Also executive producer |
| 2006 | Over the Hedge                           | RJ (lồng tiếng)                        | Đề cử – Kids' Choice Award for Voice from an Animated Movie |
| 2006 | Hammy's Boomerang Adventure              | RJ (lồng tiếng)                        | Phim ngắn |
| 2007 | The Astronaut Farmer                     | Colonel Doug Masterson                 | Uncredited |
| 2007 | Perfect Stranger                         | Harrison Hill                          | |
| 2007 | Grindhouse: Planet Terror                | Lt. Muldoon                            | |
| 2007 | Nancy Drew                               | Himself                                | Uncredited cameo |
| 2007 | Live Free or Die Hard                    | John McClane                           | Đề cử – National Movie Award for Best Performance by a Male Đề cử – People's Choice Award for Favorite Male Action Star Đề cử – People's Choice Award for Favorite Male Movie Star |
| 2008 | What Just Happened                       | Chính ông                              | |
| 2008 | Assassination of a High School President | Principal Kirkpatrick                  | |
| 2009 | Surrogates                               | Agent Tom Greer                        | |
| 2010 | Cop Out                                  | Jimmy Monroe                           | |
| 2010 | Biệt đội đánh thuê                       | Mr. Church                             | Uncredited |
| 2010 | Red                                      | Francis "Frank" Moses                  | |
| 2011 | Set Up                                   | Jack Biggs                             | |
| 2011 | Catch.44                                 | Mel                                    | |
| 2011 | The Black Mamba                          | Mr. Suave                              | Phim ngắn |
| 2012 | Moonrise Kingdom                         | Thuyền trưởng Duffy Sharp              | Central Ohio Film Critics Association Award for Best Ensemble Phoenix Film Critics Society Award for Best Ensemble Acting Đề cử – Boston Society of Film Critics Award for Best Ensemble Cast (2nd place) Đề cử – Broadcast Film Critics Association Award for Best Cast Đề cử – Gotham Independent Film Award for Best Ensemble Performance Đề cử – Independent Spirit Award for Best Supporting Male Đề cử – Southeastern Film Critics Association Award for Best Ensemble(2nd place) Đề cử – St. Louis Film Critics Association Award for Best Supporting Actor |
| 2012 | Lay the Favorite                         | Dink Heimowitz                         | |
| 2012 | Biệt đội đánh thuê 2                     | Mr. Church                             | |
| 2012 | The Cold Light of Day                    | Martin                                 | |
| 2012 | Sát thủ xuyên không                      | Older Joe                              | |
| 2012 | Fire with Fire                           | Mike Cella                             | |
| 2013 | A Good Day to Die Hard                   | John McClane                           | Also executive producer |
| 2013 | G.I. Joe: Retaliation                    | General Joseph Colton / G.I. Joe       | |
| 2013 | Red 2                                    | Francis "Frank" Moses                  | |
| 2014 | Sin City: A Dame to Kill For             | John Hartigan                          | |
| 2014 | The Prince                               | Omar                                   | |
| 2015 | Vice                                     | Julian Michaels                        | |
| 2015 | Rock the Kasbah                          | Bombay Brian                           | [ 54 ] |
| 2015 | Extraction                               | Leonard Turner                         | |
| 2016 | Precious Cargo                           | Eddie Pilosa                           | |
| 2016 | Marauders                                | Jeffrey Hubert                         | |
| 2016 | Split                                    | David Dunn                             | Không được ghi danh |
| 2016 | The Bombing                              | Jack                                   | [ 55 ] |
| 2017 | Once Upon a Time in Venice               | Steve                                  | |
| 2017 | First Kill                               |                                        | |
| 2017 | Death Wish                               | Paul Kersey                            | |
| 2017 | Acts of Violence'                        | Thám tử James Avery                    | |
| 2018 | Air Strike                               | Jack                                   | |
| 2018 | Reprisal                                 | James                                  | |
| 2019 | Glass                                    | David Dunn                             | |

## Danh sách đĩa nhạc
Album đơn:
- 1987: The Return of Bruno (Motown, OCLC 15508727)
- 1989: If It Don't Kill You, It Just Makes You Stronger (Motown/Pgd, OCLC 21322754)
- 2001: Classic Bruce Willis: The Universal Masters Collection (Polygram Int'l, OCLC 71124889)

Album biên tập/xuất hiện khách mời:
- 1986: Moonlighting soundtrack; track "Good Lovin'"
- 1991: Hudson Hawk soundtrack; tracks "Swinging on a Star" và "Side by Side", với Danny Aiello
- 2003: Rugrats Go Wild soundtrack; "Big Bad Cat" với Chrissie Hynde và "Lust for Life"
- 2008: North Hollywood Shootout, Blues Traveler; track "Free Willis (Ruminations from Behind Uncle Bob's Machine Shop)"